# Bahnstrecke Kiel–Flensburg
| |                                                                            |                                                             |                                                             |
| Streckennummer (DB): | 1020                                                                       |                                                             |                                                             |
| Kursbuchstrecke (DB): | 114 (1958), 114d (1972), 145 (1996), 146                                   |                                                             |                                                             |
| Kursbuchstrecke: | 102b (1934), 113h (1944, 1946)                                             |                                                             |                                                             |
| Streckenlänge: | 80,7 km                                                                    |                                                             |                                                             |
| Spurweite: | 1435 mm (Normalspur)                                                       |                                                             |                                                             |
| Stromsystem: | Flensburg–Flensburg-Tarup Kiel Hbf–Kiel-Hassee CITTI-Park 15 kV, 16,7 Hz ~ |                                                             |                                                             |
| Streckengeschwindigkeit: | 120 km/h                                                                   |                                                             |                                                             |
| Zugbeeinflussung: | PZB                                                                        |                                                             |                                                             |
| |                                                                            |                                                             |                                                             |
| \| \| \| Flensburger Hafenbahn \| \| \| \| \| Flensburg Alter Bf \| \| \| \| \| Flensburg Wilhelminental (Awanst) \| \| \| \| 80,7 \| Flensburg (seit 1927) \| Flensburg (seit 1927) \| \| \| \| nach Padborg \| \| \| \| \| nach Neumünster \| \| \| \| \| Flensburg Kieler Bahnhof bis 1927 \| \| \| \| \| Flensburg-Tarup (geplant) \| \| \| \| \| \| \| \| \| 74,1 \| Maasbüll \| Maasbüll \| \| \| 70,6 \| Husby \| Husby \| \| \| 65,6 \| Winderatt \| Winderatt \| \| \| 62,5 \| Sörup \| Sörup \| \| \| \| nach Gelting \| \| \| \| \| Flensburger Kreisbahn \| \| \| \| 57,1 \| Mohrkirch (bis 1939 Mohrkirchosterholz) \| Mohrkirch (bis 1939 Mohrkirchosterholz) \| \| \| \| von Kappeln (Schlei) \| \| \| \| 51,3 \| Süderbrarup \| Süderbrarup \| \| \| \| Schleswiger Kreisbahn nach Schleswig \| \| \| \| 48,0 \| Fahrtoft \| Fahrtoft \| \| \| 44,8 \| Lindaunis (früher Bf, nur Sonderverkehr) \| Lindaunis (früher Bf, nur Sonderverkehr) \| \| \| 44,66 \| Boren-Lindaunis Schleibrücke Nord (seit 15. September 2022) \| Boren-Lindaunis Schleibrücke Nord (seit 15. September 2022) \| \| \| \| \| \| \| \| \| \| \| \| \| 44,552 \| Boren Schleibrücke (Bk)[1] \| Boren Schleibrücke (Bk)[1] \| \| \| \| \| \| \| \| \| Lindaunisbrücke (Schlei) \| \| \| \| \| \| \| \| \| 44,322 \| Rieseby Schleibrücke Süd (seit 15. September 2022) \| Rieseby Schleibrücke Süd (seit 15. September 2022) \| \| \| 39,7 \| Rieseby (früher Bf) \| Rieseby (früher Bf) \| \| \| \| ehem. SaKa Pflanzgut-Ladestelle in Eckernförde-Carlshöhe \| \| \| \| \| Eckernförde Nord (geplant) \| \| \| \| \| Eckernförder Kreisbahnen nach Owschlag \| \| \| \| \| Eckernförde Pferdemarkt (geplant) \| \| \| \| \| Eckernförder Kreisbahnen nach Kappeln (Schlei) \| \| \| \| \| Eckernförde Kreisbahnhof \| \| \| \| \| Hafenbahn Eckernförde (Dreischienengleis) \| \| \| \| \| \| \| \| \| 31,1 \| Eckernförde \| Eckernförde \| \| \| \| Eckernförde Strand (geplant) \| \| \| \| 29,6 \| Eckernförde Süd (geplant)[2] \| Eckernförde Süd (geplant)[2] \| \| \| \| Militäranschluss nach TVA Eckernförde Süd \| \| \| \| 27,9 \| Altenhof (Schleswig) \| Altenhof (Schleswig) \| \| \| 19,1 \| Gettorf \| Gettorf \| \| \| \| nach Stohl \| \| \| \| 17,9 \| Gettorf Süd (geplant) \| Gettorf Süd (geplant) \| \| \| \| von Kiel Schusterkrug \| \| \| \| 13,7 \| Neuwittenbek (ehem. Pers.-Halt, wieder geplant) \| Neuwittenbek (ehem. Pers.-Halt, wieder geplant) \| \| \| \| (1881–1894)[3] \| \| \| \| 10,2 \| Levensau \| Levensau \| \| \| \| ehem. Drehbrücke Schleswig-Holsteinischer Kanal \| \| \| \| \| Levensauer Hochbrücke (Nord-Ostsee-Kanal) \| \| \| \| \| von Kiel-Wik \| \| \| \| 7,8 \| Suchsdorf \| Suchsdorf \| \| \| \| Anschluss Vossloh[4] \| \| \| \| \| Kronshagen Schulzentrum (geplant) \| \| \| \| \| \| \| \| \| 5,6 \| Kronshagen (früher Bf) \| Kronshagen (früher Bf) \| \| \| \| Kiel Waldorfschule (geplant) \| \| \| \| \| von Kiel West \| \| \| \| \| von Osterrönfeld \| \| \| \| \| Firmenanschluss FUCHS Schmierstoffe \| \| \| \| 3,394 \| Kiel-Hassee CITTI-Park \| Kiel-Hassee CITTI-Park \| \| \| 2,9 \| Kiel-Hassee \| Kiel-Hassee \| \| \| \| Kiel Winterbeker Weg (geplant) \| \| \| \| 1,53 \| Abzw. Hg Güterumgehungsbahn Kiel Ri. Neumünster \| Abzw. Hg Güterumgehungsbahn Kiel Ri. Neumünster \| \| \| \| Kiel Lübecker Chaussee / Hamburger Chaussee (geplant) \| \| \| \| \| von Lübeck, von Hamburg-Altona \| \| \| \| 0,0 \| Kiel Hbf \| Kiel Hbf \| \| \| \| Kiel alter Bahnhof (1844–1899) \| \| |                                                                            |                                                             |                                                             |
| Strecke (außer Betrieb) |                                                                            | Flensburger Hafenbahn                                       | Flensburger Hafenbahn                                       |
| Bahnhof (Strecke außer Betrieb) |                                                                            | Flensburg Alter Bf                                          | Flensburg Alter Bf                                          |
| Abzweig ehemals geradeaus und von links · Strecke von rechts |                                                                            | Flensburg Wilhelminental (Awanst)                           | Flensburg Wilhelminental (Awanst)                           |
| Strecke · Bahnhof | 80,7                                                                       | Flensburg (seit 1927)                                       | Flensburg (seit 1927)                                       |
| Kreuzung geradeaus unten · Abzweig geradeaus und nach rechts |                                                                            | nach Padborg                                                | nach Padborg                                                |
| Strecke nach rechts und von links · Strecke nach rechts |                                                                            | nach Neumünster                                             | nach Neumünster                                             |
| Strecke · Kopfbahnhof Streckenanfang (Strecke außer Betrieb) |                                                                            | Flensburg Kieler Bahnhof bis 1927                           | Flensburg Kieler Bahnhof bis 1927                           |
| ehemaliger Haltepunkt / Haltestelle · Strecke (außer Betrieb) |                                                                            | Flensburg-Tarup (geplant)                                   | Flensburg-Tarup (geplant)                                   |
| Verschwenkung nach links · Verschwenkung nach rechts (Strecke außer Betrieb) |                                                                            |                                                             |                                                             |
| ehemaliger Bahnhof | 74,1                                                                       | Maasbüll                                                    | Maasbüll                                                    |
| Haltepunkt / Haltestelle | 70,6                                                                       | Husby                                                       | Husby                                                       |
| ehemaliger Haltepunkt / Haltestelle | 65,6                                                                       | Winderatt                                                   | Winderatt                                                   |
| Bahnhof | 62,5                                                                       | Sörup                                                       | Sörup                                                       |
| Abzweig geradeaus und ehemals nach rechts |                                                                            | nach Gelting                                                | nach Gelting                                                |
| Kreuzung geradeaus unten (Querstrecke außer Betrieb) |                                                                            | Flensburger Kreisbahn                                       | Flensburger Kreisbahn                                       |
| ehemaliger Bahnhof | 57,1                                                                       | Mohrkirch (bis 1939 Mohrkirchosterholz)                     | Mohrkirch (bis 1939 Mohrkirchosterholz)                     |
| Abzweig geradeaus und von links |                                                                            | von Kappeln (Schlei)                                        | von Kappeln (Schlei)                                        |
| Bahnhof | 51,3                                                                       | Süderbrarup                                                 | Süderbrarup                                                 |
| Abzweig geradeaus und ehemals nach rechts |                                                                            | Schleswiger Kreisbahn nach Schleswig                        | Schleswiger Kreisbahn nach Schleswig                        |
| ehemaliger Haltepunkt / Haltestelle | 48,0                                                                       | Fahrtoft                                                    | Fahrtoft                                                    |
| Haltepunkt / Haltestelle | 44,8                                                                       | Lindaunis (früher Bf, nur Sonderverkehr)                    | Lindaunis (früher Bf, nur Sonderverkehr)                    |
| Haltepunkt / Haltestelle | 44,66                                                                      | Boren-Lindaunis Schleibrücke Nord (seit 15. September 2022) | Boren-Lindaunis Schleibrücke Nord (seit 15. September 2022) |
| |                                                                            |                                                             |                                                             |
| |                                                                            |                                                             |                                                             |
| Blockstelle (Strecke außer Betrieb) | 44,552                                                                     | Boren Schleibrücke (Bk)                                     | Boren Schleibrücke (Bk)                                     |
| |                                                                            |                                                             |                                                             |
| Brücke über Wasserlauf (Strecke außer Betrieb) |                                                                            | Lindaunisbrücke (Schlei)                                    | Lindaunisbrücke (Schlei)                                    |
| |                                                                            |                                                             |                                                             |
| Haltepunkt / Haltestelle | 44,322                                                                     | Rieseby Schleibrücke Süd (seit 15. September 2022)          | Rieseby Schleibrücke Süd (seit 15. September 2022)          |
| Haltepunkt / Haltestelle | 39,7                                                                       | Rieseby (früher Bf)                                         | Rieseby (früher Bf)                                         |
| ehemalige Blockstelle |                                                                            | ehem. SaKa Pflanzgut-Ladestelle in Eckernförde-Carlshöhe    | ehem. SaKa Pflanzgut-Ladestelle in Eckernförde-Carlshöhe    |
| ehemaliger Haltepunkt / Haltestelle |                                                                            | Eckernförde Nord (geplant)                                  | Eckernförde Nord (geplant)                                  |
| Kreuzung geradeaus oben (Querstrecke außer Betrieb) · Strecke von rechts (außer Betrieb) |                                                                            | Eckernförder Kreisbahnen nach Owschlag                      | Eckernförder Kreisbahnen nach Owschlag                      |
| ehemaliger Haltepunkt / Haltestelle · Strecke (außer Betrieb) |                                                                            | Eckernförde Pferdemarkt (geplant)                           | Eckernförde Pferdemarkt (geplant)                           |
| Strecke · Abzweig geradeaus und von links (Strecke außer Betrieb) |                                                                            | Eckernförder Kreisbahnen nach Kappeln (Schlei)              | Eckernförder Kreisbahnen nach Kappeln (Schlei)              |
| Strecke · Bahnhof (Strecke außer Betrieb) |                                                                            | Eckernförde Kreisbahnhof                                    | Eckernförde Kreisbahnhof                                    |
| Strecke · Abzweig geradeaus und von links (Strecke außer Betrieb) |                                                                            | Hafenbahn Eckernförde (Dreischienengleis)                   | Hafenbahn Eckernförde (Dreischienengleis)                   |
| Abzweig geradeaus und ehemals von links · Strecke nach rechts (außer Betrieb) |                                                                            |                                                             |                                                             |
| Bahnhof | 31,1                                                                       | Eckernförde                                                 | Eckernförde                                                 |
| ehemaliger Haltepunkt / Haltestelle |                                                                            | Eckernförde Strand (geplant)                                | Eckernförde Strand (geplant)                                |
| ehemaliger Haltepunkt / Haltestelle | 29,6                                                                       | Eckernförde Süd (geplant)                                   | Eckernförde Süd (geplant)                                   |
| Abzweig geradeaus und ehemals von links |                                                                            | Militäranschluss nach TVA Eckernförde Süd                   | Militäranschluss nach TVA Eckernförde Süd                   |
| ehemaliger Bahnhof | 27,9                                                                       | Altenhof (Schleswig)                                        | Altenhof (Schleswig)                                        |
| Bahnhof | 19,1                                                                       | Gettorf                                                     | Gettorf                                                     |
| Abzweig geradeaus und ehemals nach links |                                                                            | nach Stohl                                                  | nach Stohl                                                  |
| ehemaliger Haltepunkt / Haltestelle | 17,9                                                                       | Gettorf Süd (geplant)                                       | Gettorf Süd (geplant)                                       |
| Abzweig geradeaus und von links |                                                                            | von Kiel Schusterkrug                                       | von Kiel Schusterkrug                                       |
| Dienststation / Betriebs- oder Güterbahnhof | 13,7                                                                       | Neuwittenbek (ehem. Pers.-Halt, wieder geplant)             | Neuwittenbek (ehem. Pers.-Halt, wieder geplant)             |
| Strecke von links (außer Betrieb) · Abzweig geradeaus und ehemals nach rechts |                                                                            | (1881–1894)                                                 | (1881–1894)                                                 |
| Strecke (außer Betrieb) · ehemaliger Haltepunkt / Haltestelle | 10,2                                                                       | Levensau                                                    | Levensau                                                    |
| Strecke |                                                                            | ehem. Drehbrücke Schleswig-Holsteinischer Kanal             | ehem. Drehbrücke Schleswig-Holsteinischer Kanal             |
| Strecke (außer Betrieb) · Brücke über Wasserlauf |                                                                            | Levensauer Hochbrücke (Nord-Ostsee-Kanal)                   | Levensauer Hochbrücke (Nord-Ostsee-Kanal)                   |
| Strecke (außer Betrieb) · Abzweig geradeaus und von links |                                                                            | von Kiel-Wik                                                | von Kiel-Wik                                                |
| Strecke (außer Betrieb) · Bahnhof | 7,8                                                                        | Suchsdorf                                                   | Suchsdorf                                                   |
| Strecke (außer Betrieb) · Abzweig geradeaus und nach rechts |                                                                            | Anschluss Vossloh                                           | Anschluss Vossloh                                           |
| Strecke (außer Betrieb) · Haltepunkt / Haltestelle |                                                                            | Kronshagen Schulzentrum (geplant)                           | Kronshagen Schulzentrum (geplant)                           |
| Strecke nach links (außer Betrieb) · Abzweig geradeaus und ehemals von rechts |                                                                            |                                                             |                                                             |
| Haltepunkt / Haltestelle | 5,6                                                                        | Kronshagen (früher Bf)                                      | Kronshagen (früher Bf)                                      |
| ehemaliger Haltepunkt / Haltestelle |                                                                            | Kiel Waldorfschule (geplant)                                | Kiel Waldorfschule (geplant)                                |
| Abzweig geradeaus und ehemals von links |                                                                            | von Kiel West                                               | von Kiel West                                               |
| Abzweig geradeaus und von rechts |                                                                            | von Osterrönfeld                                            | von Osterrönfeld                                            |
| Abzweig geradeaus und nach rechts |                                                                            | Firmenanschluss FUCHS Schmierstoffe                         | Firmenanschluss FUCHS Schmierstoffe                         |
| Bahnhof | 3,394                                                                      | Kiel-Hassee CITTI-Park                                      | Kiel-Hassee CITTI-Park                                      |
| ehemaliger Bahnhof | 2,9                                                                        | Kiel-Hassee                                                 | Kiel-Hassee                                                 |
| ehemaliger Haltepunkt / Haltestelle |                                                                            | Kiel Winterbeker Weg (geplant)                              | Kiel Winterbeker Weg (geplant)                              |
| Abzweig geradeaus und nach rechts | 1,53                                                                       | Abzw. Hg Güterumgehungsbahn Kiel Ri. Neumünster             | Abzw. Hg Güterumgehungsbahn Kiel Ri. Neumünster             |
| ehemaliger Haltepunkt / Haltestelle |                                                                            | Kiel Lübecker Chaussee / Hamburger Chaussee (geplant)       | Kiel Lübecker Chaussee / Hamburger Chaussee (geplant)       |
| Abzweig geradeaus und von rechts |                                                                            | von Lübeck, von Hamburg-Altona                              | von Lübeck, von Hamburg-Altona                              |
| Kopfbahnhof Strecke ab hier außer Betrieb | 0,0                                                                        | Kiel Hbf                                                    | Kiel Hbf                                                    |
| Kopfbahnhof Streckenende (Strecke außer Betrieb) |                                                                            | Kiel alter Bahnhof (1844–1899)                              | Kiel alter Bahnhof (1844–1899)                              |

Die Bahnstrecke Kiel–Flensburg ist eine eingleisige und nicht elektrifizierte Bahnstrecke in Schleswig-Holstein. Die Strecke verbindet die Ostseehäfen Kiel, Eckernförde und Flensburg. Die Fahrtzeit auf der rund 80 Kilometer langen Strecke beträgt rund 75 Minuten.

## Streckenverlauf

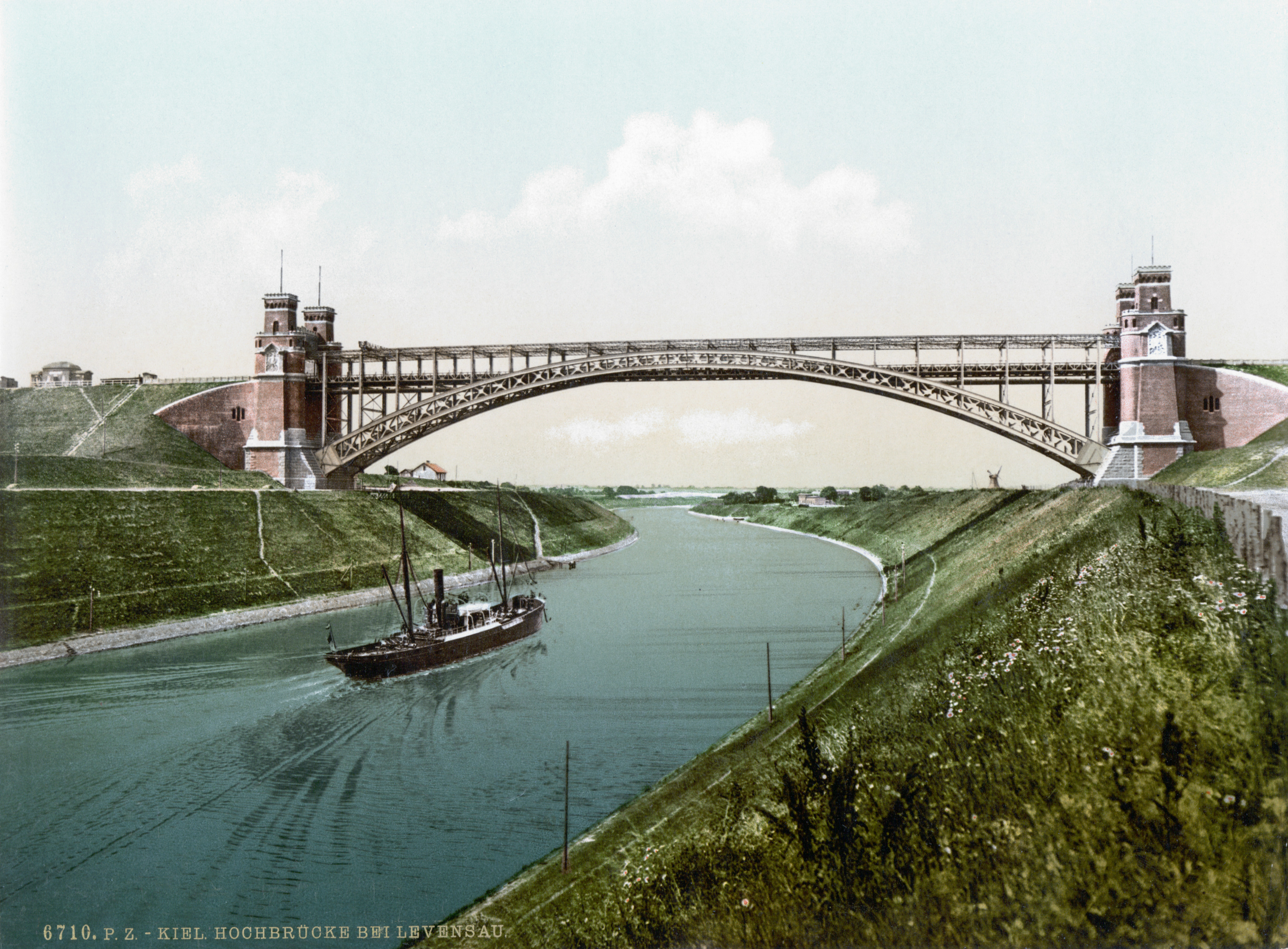
Levensauer Hochbrücke

Die Strecke führt über drei Halbinseln; von Kiel aus verläuft sie über den Nord-Ostsee-Kanal durch den Dänischen Wohld nahe der Eckernförder Bucht nach Eckernförde. Von Eckernförde bis zur Schlei durchquert sie Schwansen. Nördlich der Schlei geht es durch die typische Knicklandschaft von Angeln, in der der nächste Halt Süderbrarup liegt. Ursprünglich wurde in Flensburg der an der Förde neben dem Kreisbahnhof gelegene Kieler Bahnhof angefahren. Nachdem 1927 der neue Bahnhof in Betrieb ging, wird von Osten her der Bahnhof Flensburg erreicht.
Bedeutende Bauwerke an der Strecke sind die Levensauer Hochbrücke über den Nord-Ostsee-Kanal und die Lindaunisbrücke über die Schlei, bei der Straße und Gleis auf einer Spur liegen.
Die Strecke beginnt im 2006 komplett erneuerten Kieler Hauptbahnhof, einem Kopfbahnhof. Im Bahnhof Kiel-Hassee zweigt die Bahnstrecke Kiel-Hassee–Osterrönfeld ab, in Süderbrarup eine ehemalige Teilstrecke der Schleswiger Kreisbahn von Schleswig Altstadt nach Kappeln, die von der Angelner Dampfeisenbahn bis Kappeln im Museumsbetrieb befahren wird. Der wichtigste Unterwegsbahnhof befindet sich in Eckernförde.

## Geschichte

### Kiel-Eckernförde-Flensburger Eisenbahn-Gesellschaft

Ausschnitt aus der Eisenbahn-Karte von Central-Europa 1866

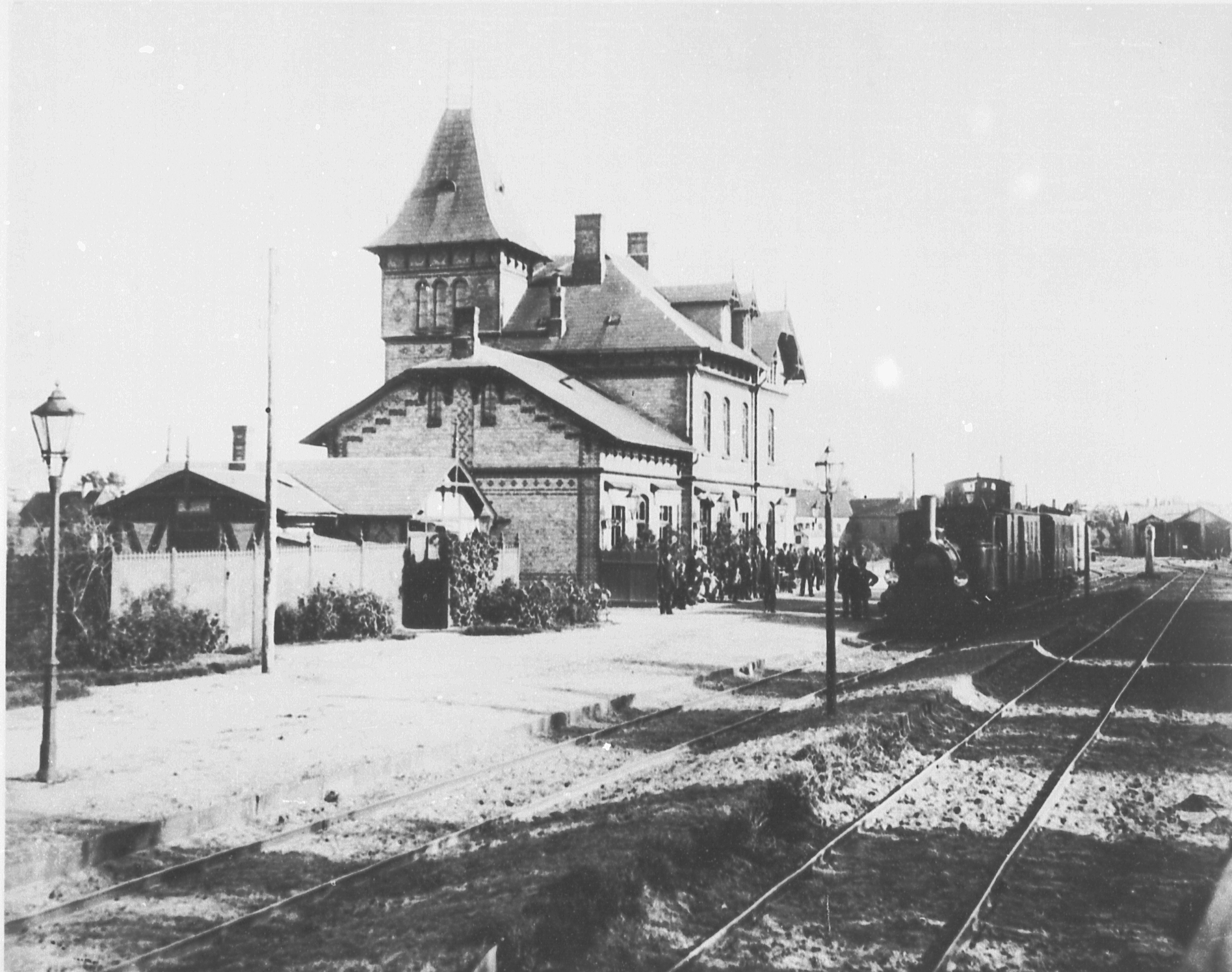
Ehemaliger Bahnhof Eckernförde (1887)

Planungen zur Einrichtung einer Bahnverbindung zwischen Kiel, Eckernförde und Flensburg gab es bereits in der Zeit des dänischen Gesamtstaates im Jahr 1844. So wurde im Jahr 1845 die Strecke Kiel–Gettorf–Eckernförde–Missunde–Schleswig als projektiert erwähnt. 1866 war in Julius Michaelis’ Eisenbahn-Karte von Central-Europa ein südlicherer Verlauf zwischen Eckernförde und Schleswig als projektiert eingezeichnet. Verwirklicht wurde eine Kiel, Eckernförde und Flensburg verbindende Bahnstrecke jedoch erst mit der Gründung der Kiel-Eckernförde-Flensburger Eisenbahn-Gesellschaft (KEFE) am 13. Juni 1878 in Kiel. An ihr beteiligten sich der preußische Staat, die anliegenden Kreise und Gemeinden sowie Privatpersonen. Schon am 19. August 1878 erhielt sie die Konzession für eine normalspurige Bahn, die die im Firmennamen genannten Städte an der Ostsee miteinander verbinden sollte. Die Eigner waren vor allem an einer direkten und wirtschaftlich effizienten Verbindung zwischen Kiel und Flensburg interessiert. Für die Überquerung der Schlei wurden damals mehrere alternative Routen angedacht. Neben der letztlich verwirklichten Linienführung über Lindaunis–Süderbrarup wurden auch die Trassen Missunde–Satrup und Bohnert–Satrup in Erwägung gezogen. Die Stadt Kappeln an der Mündung der Schlei wurde nicht in die Planung einbezogen. Einer These zufolge sollen 1881 Kappelner Schiffer verhindert haben, dass die Bahnstrecke Kiel–Flensburg über Kappeln geführt wird. Carsten Tech beschreibt diese These dagegen als Legende. Kappeln wurde so erst im Jahr 1885 über die schmalspurige Flensburger Kreisbahn an das Bahnnetz angeschlossen, die Kappeln mit dem nördlichen Angeln und Flensburg verband. Es folgten die Anschlüsse der Schleswiger Kreisbahn nach Schleswig über Süderbrarup, das an der Bahnstrecke Kiel–Flensburg liegt, und die schmalspurige Eckernförder Kreisbahn, die Kappeln mit der Nachbarstadt Eckernförde verband.
Am 1. Juli 1881 konnte die südliche Teilstrecke vom Staatsbahnhof in Kiel durch die Landschaft Dänischer Wohld bis Eckernförde eröffnet werden; am 21. Dezember 1881 folgte der nördliche Abschnitt in den Landschaften Schwansen und Angeln, der am Kieler Bahnhof in Flensburg in der Nähe des damaligen Staatsbahnhofs beim Hafen endete. Damit war die Strecke, die durch überwiegend landwirtschaftlich geprägte Umgebung führt, 79 Kilometer lang.
Bis 1894 verlief die Strecke zwischen den Bahnhöfen Kronshagen und Neuwittenbek nahezu geradlinig und niveaugleich über eine Drehbrücke über den Eider-Kanal. Als dieser zum Nord-Ostsee-Kanal ausgebaut wurde, wurde die Bahn über die erste der Levensauer Hochbrücken geführt; um die 42 Meter Höhenunterschied zu erreichen, wurde die Bahnlinie nach Nordosten verschwenkt und dadurch um zwei Kilometer verlängert.
Das Betriebswerk mit Lokleitung, Lokschuppen, Wasserturm, Drehscheibe und Bekohlungseinrichtungen wurde auf ungefähr halber Strecke im Bereich des Eckernförder Bahnhofes erbaut. Lokomotiven und Züge wurden von Eckernförde aus eingesetzt. Nachdem die Eisenbahnstrecke von der Preußischen Staatseisenbahnen übernommen worden war, verloren diese Einrichtungen an Bedeutung. Danach wurden die Fahrzeuge von Kiel und Flensburg aus eingesetzt.

### Übernahme durch die Preußischen Staatseisenbahnen
Der Verkehr entwickelte sich zufriedenstellend, so dass sich die Preußischen Staatseisenbahnen für das Unternehmen interessierten und die Bahn zum 1. Juli 1903 übernahmen; es folgte am 1. April 1920 die Übernahme durch die Deutsche Reichsbahn.
In Flensburg wurde 1927 die Bahnstrecke in einen neuen Bahnhof mit neuen Betriebsanlagen eingefädelt und der bisherige „Kieler Bahnhof“ in einen Park umgewandelt. An den alten Englischen Bahnhof erinnert nur noch der Name Alter Bahnhof für den Übergabepunkt zur Flensburger Hafenbahn.

### Nach Beendigung des Zweiten Weltkriegs

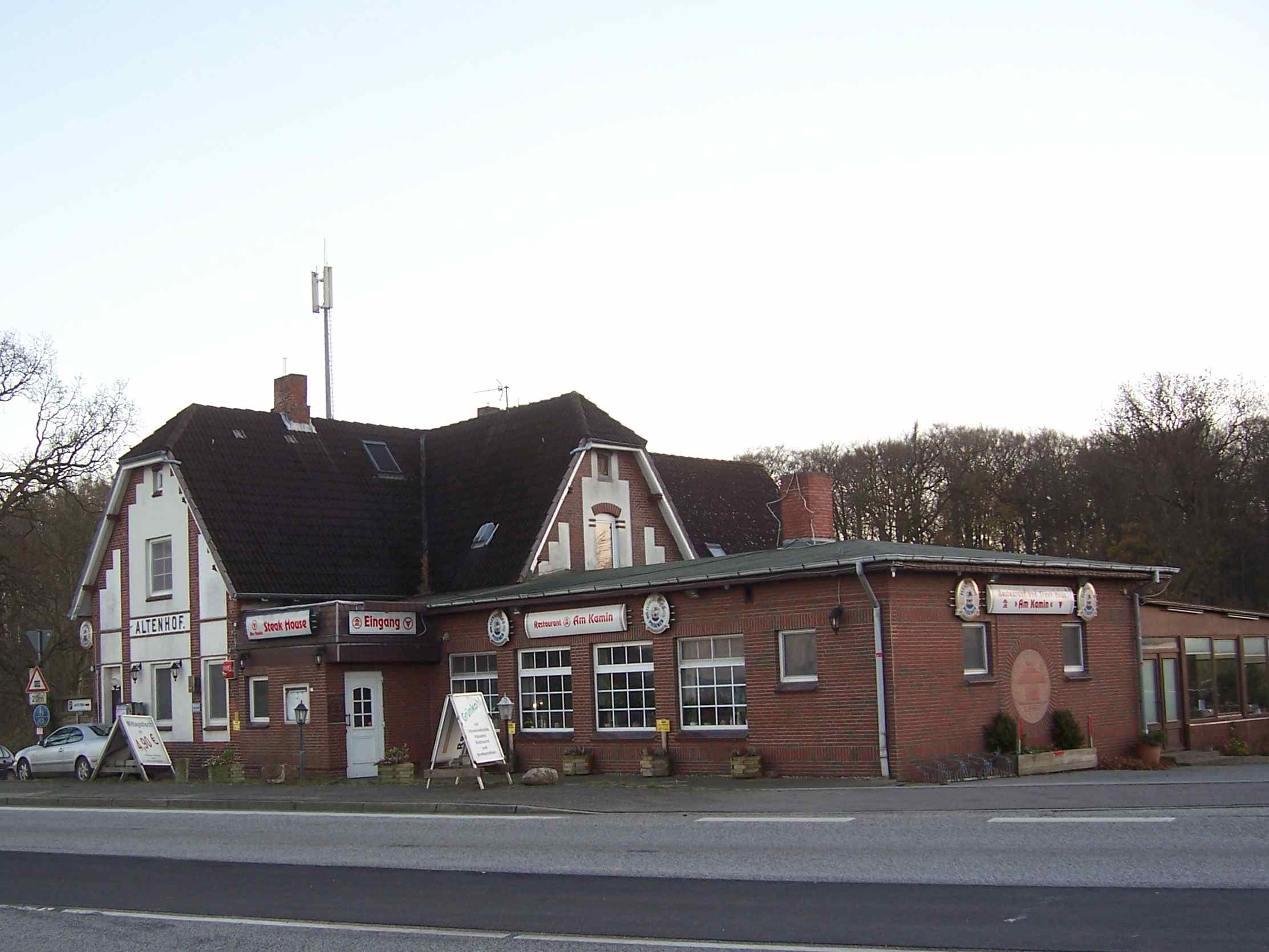
Ehemaliger Bahnhof Altenhof: nach dem Zweiten Weltkrieg einziger Zwischenhalt

Der Umstand, dass nach dem Zweiten Weltkrieg die Britischen Militärgouverneure von Schleswig-Holstein (Regional Commissioners (Hugh de Crespigny, danach William Asbury)) im Altenhofer Herrenhaus residierten, aber im Kieler Somerset House ihren Dienstsitz hatten, führten zu einer vergleichsweise schnellen Instandsetzung der Strecke und Wiederaufnahme des planmäßigen Eisenbahnverkehrs nach Kriegsende zwischen Kiel und Eckernförde mit einer Morgen- und einer Abendverbindung und einem einzigen Zwischenhalt im Altenhofer Bahnhof. Die Züge verfügten nur über einen einzigen Personenwagen für die Bevölkerung und über einen Salonwagen für den britischen Militärgouverneur. Der Eckernförder Bahnhof war nach Kriegsende auch Ziel von Flüchtlingstransportzügen. Neben dem Eckernförder Bahnhof waren zumindest auch die Stationen Neuwittenbek, Gettorf, Altenhof und Rieseby Ausladebahnhöfe für Flüchtlinge und ebenso Süderbrarup.

### Betrieb

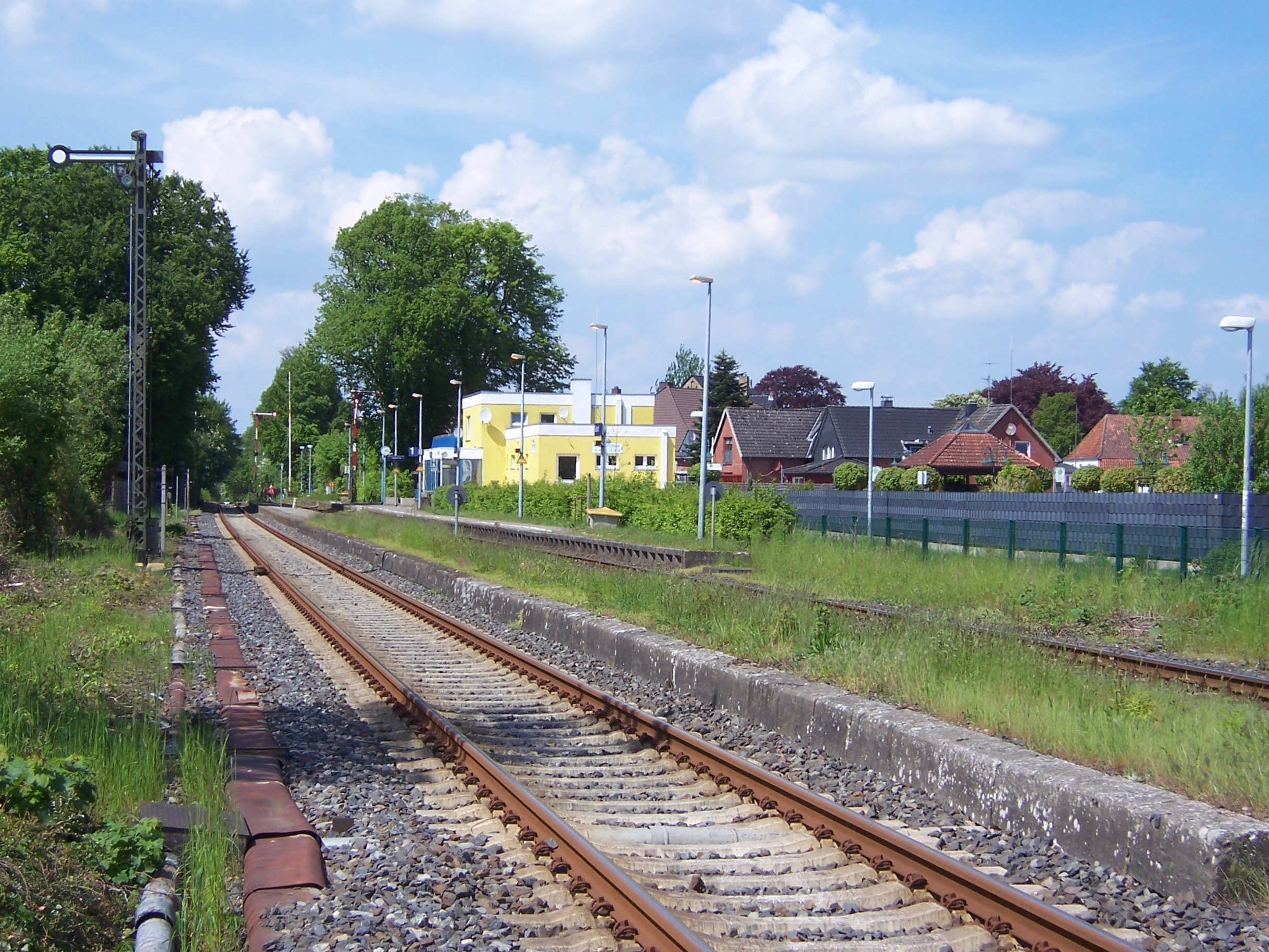
Bahnhof Gettorf

1986 wurde die Strecke erstmals im Stundentakt befahren und der Nahverkehr im Folgejahr mit der Einführung der ersten RegionalSchnellBahn aufgegeben. Ein Fest der Bahnen und Busse zur Einführung der Regionalschnellbahn lockte am 26. April 1987 20.000 Besucher nach Süderbrarup (unter anderem Taufe der Triebwagen, diverse Museumszüge). Die Stationen Kiel-Hassee, Kronshagen, (Kiel-)Suchsdorf, Neuwittenbek, Altenhof, Lindaunis, Mohrkirch, Winderatt, Husby und Maasbüll wurden stillgelegt. Dadurch wurde der Verkehr wesentlich beschleunigt, denn die Züge hielten seitdem nur noch in wichtigen Mittel- und Unterzentren wie Eckernförde und Süderbrarup. Statt zuvor vor allem eingesetzter VT 085-Triebwagen und lokbespannter Züge wurden ab 1987 meist Triebwagen der DB-Baureihe 628 eingesetzt. Bis 2000 befuhren ein bis drei Intercity-Zugpaare (mit den Namen „Kranich“, „Seeadler“, „Seestern“, „Seemöwe“ und „Wittekind“) freitags und sonntags die Strecke zwischen Kiel und Eckernförde, teilweise weiter bis Süderbrarup oder Flensburg, um die in den dortigen Kasernen stationierten Soldaten zu befördern. Über ein Güterumgehungsgleis durch den Rangierbahnhof Meimersdorf verkehrten diese IC-Züge vereinzelt ohne Halt in Kiel von Eckernförde nach Neumünster.
Die Bahnhöfe Husby und etwas später Kiel-Suchsdorf werden wieder im Personenverkehr bedient. 2007 wurde in Kiel-Hassee erneut ein Bahnhof errichtet, der am 9. Dezember in Betrieb ging. Er befindet sich etwa 250 Meter nördlich des 1987 aufgegebenen Bahnhofes im Bereich eines neugebauten Einkaufszentrums, dessen Betreiber als Öffentlich-private Partnerschaft einen Teil der Baukosten trug und das deshalb im Stationsnamen von Kiel–Hassee CITTI-Park genannt wird. Bis zum Jahresbeginn 2015 hielten nur die Züge der Relation Kiel–Eckernförde und einige Tagesrandleistungen von und nach Flensburg in Kiel-Hassee, seither bedienen ihn zusätzlich stündlich die Züge der RB 75 Kiel–Rendsburg.

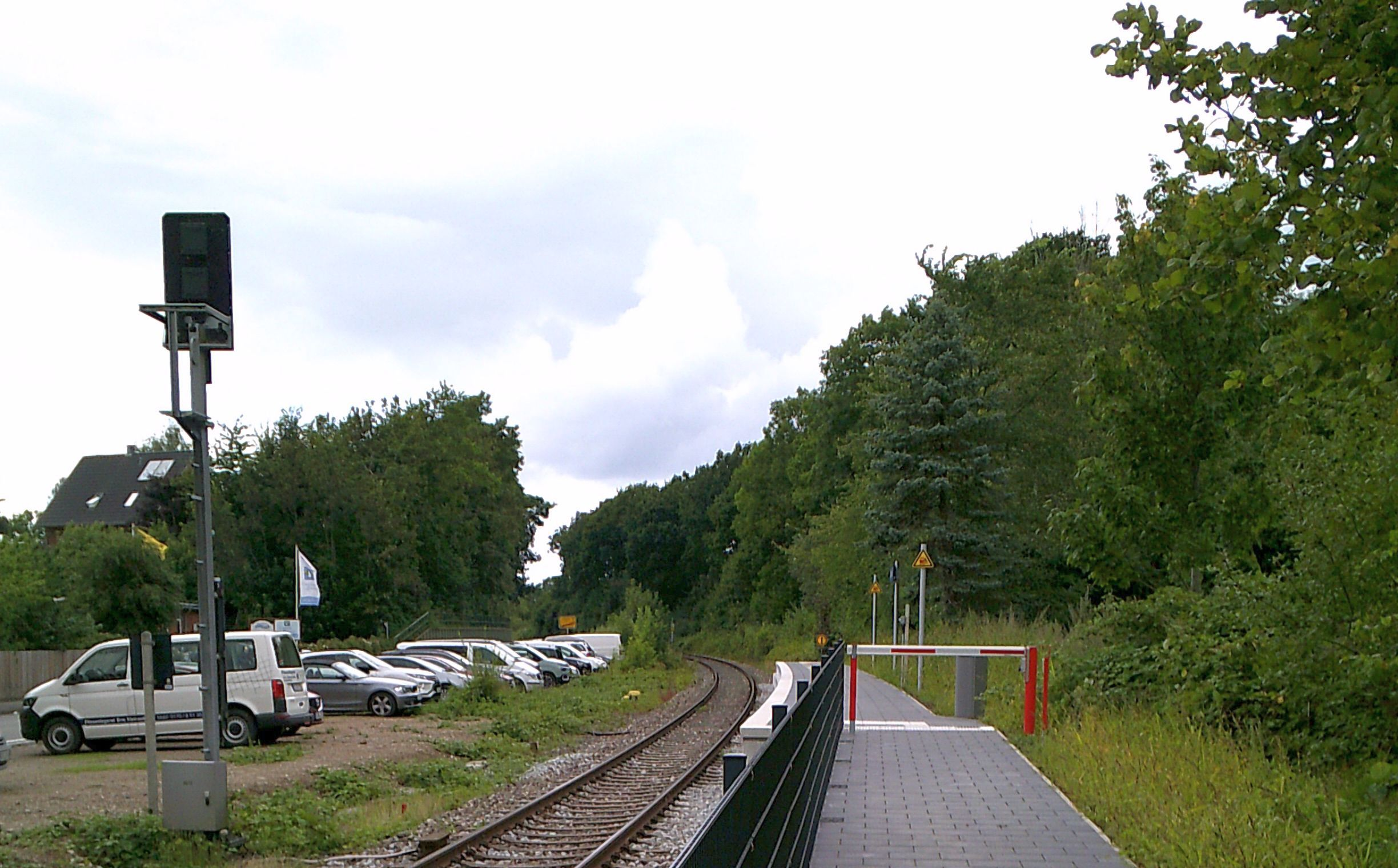
Haltepunkt Lindaunis

Die Strecke wird seit 2009 von der Regionalbahn Schleswig-Holstein befahren. Während die Züge der Relation Kiel–Flensburg im Stundentakt fahren, verkehren weitere Züge zwischen Kiel und Eckernförde halbstündlich versetzt. Vom 4. April 2009 bis Dezember 2011 wurden die Züge, die nur zwischen Kiel und Eckernförde verkehrten, von der Nord-Ostsee-Bahn übernommen. Im Gegenzug fuhr DB Regio auf der Relation Kiel–Neumünster. Zweck war ein rationellerer Fahrzeugumlauf.
Die Zugkreuzungen der durchgehenden Züge auf der Gesamtstrecke Kiel–Flensburg finden planmäßig exakt zur üblichen Symmetrieminute in Gettorf und in Süderbrarup statt, in den Randstunden teilweise in Sörup und Eckernförde.
Im Jahr 2021 wurde in Lindaunis am ehemaligen Bahnhof ein Bahnsteig errichtet, der den touristischen Saisonverkehr zwischen Eckernförde und Kappeln vom 17. Juli bis zum 10. Oktober 2021 bediente. Auf dieser Relation verkehrten an Samstagen drei und an Sonntagen zwei Zugpaare. Eingesetzt wurden Dieseltriebwagen der DB-Baureihe 628 oder der DB-Baureihe VT 98.
Durch den Neubau der Brücke in Lindaunis entfiel der nächtliche IC Hamburg–Kopenhagen und es wurde von November 2021 bis Mai 2022 Schienenersatzverkehr für den Abschnitt zwischen Eckernförde und Süderbrarup durchgeführt. Ab dem 15. September 2022 wurde mit den neu eingerichteten Endhaltepunkten Boren-Lindaunis Schleibrücke Nord und Rieseby Schleibrücke Süd auf den Schienenersatzverkehr verzichtet. Die Züge endeten an den Haltepunkten, der Weg über die Brücke musste zu Fuß zurückgelegt werden.
Der Zugbetrieb wurde am 3. März 2023 komplett eingestellt, da bei weiteren Untersuchungen neue Schäden unter anderem an den Trägern der Lindaunisbrücke festgestellt wurden, die nicht mehr beseitigt werden. Bis 20. Dezember fuhren Ersatzbusse mit der Bezeichnung RE 72 und RB 72, die die entsprechenden Bahnhöfe und Haltestellen bedienten. Zudem gab es eine Schnellbuslinie Kiel Hbf.–Eckernförde–Flensburg ohne weitere Zwischenhalte. Ab 27. März 2023 wurde der Zugverkehr in den Abschnitten Kiel Hbf.–Eckernförde und Süderbrarup–Flensburg wieder aufgenommen. Wegen Elektrifizierungsarbeiten im Bahnhof Kiel-Hassee CITTI-PARK und Verzögerungen beim Bau der provisorischen Fußgänger-/Radfahrerbrücke über die Schlei gab es von Mai bis Dezember 2023 mehrere Streckensperrungen.
Im November 2023 wurde während der wegen der Elektrifizierungsarbeiten gesperrten Strecke der Abschnitt Eckernförde–Riesby sowie weitere zwei Kilometer Richtung Stubbe/Schleibrücke durch die Firma Wiebe komplett erneuert.
Am 9. Dezember 2023 wurde eine provisorische Brücke für Fußgänger und Radfahrer an der Brückenbaustelle (Lindaunisbrücke) in Betrieb genommen. Seit 21. Dezember 2023 besteht wieder der Bahnbetrieb bis zur Brücke von beiden Seiten aus.

## Weitere Entwicklungen

### ESTW
2012 sollte ein als Pilotprojekt durch die Firma Funkwerk neu entwickeltes elektronisches Stellwerk auf Basis von SPS-Technik mit Zentrale in Eckernförde in Betrieb gehen. Aufgrund von Zulassungsproblemen wurde die Inbetriebsetzung des 2006 gestarteten Projekts mehrmals verschoben und schließlich abgebrochen. Im Juli 2014 wurden stattdessen nach Übernahme durch Scheidt & Bachmann die Bahnhöfe Eckernförde, Süderbrarup und Sörup einschließlich Blockstelle Schleibrücke mit Bedienplatz in Lindaunis in der Stellwerkstechnik ZSB 2000 (ESTW-R) in Betrieb genommen und diese 2018 auf die Bahnhöfe Suchsdorf, Neuwittenbek und Gettorf erweitert.
Damit verbunden wurden jeweils die mechanischen Stellwerkseinrichtungen zurückgebaut und die bisherigen Bahnübergangssicherungen durch Halbschrankenanlagen mit Lichtzeichen ersetzt. Die Umstellung erfolgte Anfang Juni 2018, wobei die handbedienten Vollschranken in Gettorf Mitte erst 2020 automatisiert wurden.
Mit Inbetriebnahme der neuen fernbedienbaren Brücke in Lindaunis soll der Bedienplatz nach Kiel verlagert werden.
Zum Fahrplanwechsel im Dezember 2014 wurde in Kronshagen an der Stelle des früheren Bahnhofes ein Haltepunkt eröffnet.

### Planungen StadtRegionalbahn
Im Rahmen des Projekts StadtRegionalBahn Kiel wurde der Streckenabschnitt zwischen Kiel-Suchsdorf und Eckernförde in die Planungen einbezogen. Von Eckernförde kommend sollte die Stadtbahn kurz vor dem Bahnhof Suchsdorf die Bahnstrecke verlassen und über Universität und Holtenauer Straße zum Hauptbahnhof geführt werden. Die bestehenden Bahnhöfe zwischen Eckernförde und Suchsdorf sollten modernisiert und umgebaut werden, zusätzlich sollten die Stationen Eckernförde Süd und Gettorf Süd entstehen sowie Neuwittenbek wiedereröffnet werden. Nach einer ablehnenden Entscheidung des Kreistages Rendsburg-Eckernförde im Dezember 2014 liegen die Pläne nunmehr auf Eis.

### Akku-Elektrotriebwagen und neuer Verkehrsvertrag
Für den Zeitraum von Dezember 2023 bis Dezember 2035 wurde das Los Nord des Akkunetzes und damit unter anderem der Personenverkehr auf der Strecke Kiel–Flensburg an die NBE nordbahn Eisenbahngesellschaft vergeben. Dabei sollen Akkutriebwagen vom Typ Stadler Flirt Akku zum Einsatz kommen. Da die Wendezeiten in den Endbahnhöfen sehr kurz sind, muss für die Aufladung der Batterien die notwendige Ladezeit verlängert werden. Dies geschieht durch Oberleitungsbetrieb auf den Abschnitten Flensburg–Flensburg-Tarup und Kiel Hbf.–Kiel-Hassee CITTI-Park, wo diese Oberleitung zwischen April und August 2023 errichtet werden soll. Der Bau ruft Proteste hervor, da dafür der Schutzstreifen neben dem Gleis verbreitert werden muss, dem zahlreiche Bäume zum Opfer fallen werden. Im Juni 2023 war die Oberleitung im Bahnhof Kiel-Hassee CITTI-Park fertiggestellt.

### Verschlechterung des Angebotes nach dem Fahrplanwechsel 2023/2024
Bereits Anfang November 2023, einen Monat vor der Betriebsübernahme, gab die NBE bekannt, dass sie den Fahrplan wegen Personalmangel nicht erfüllen kann. So werden die Züge der RE73 Kiel–Eckernförde nur in den Morgenstunden und am Spätnachmittag verkehren und in der restlichen Zeit wie bisher durch Busse ersetzt. Die Nordbahn hat Kurse für Triebwagenführer eingerichtet, die Erfolgsquote bei den Prüfungen beträgt 63 %. Von der Nordbahn werden die Prüfungen als zu schwer beschrieben.
Am 20. November informierte die Nordbahn NBE über weitere einschneidende Angebotskürzungen nach dem Fahrplanwechsel. So soll ab dem 10. Dezember 2023 die Schiebebrücke über die Schlei einsatzbereit sein, so dass die Züge wieder bis an das Schleiufer fahren und die Fahrgäste zu Fuß über die Schlei gehen müssen – soweit dem in dieser Zeit keine bauliche Maßnahmen an der neuen Lindaunisbrücke entgegenstehen. Durch die Anschlusszeit von 15 Minuten für den Fußweg über die Schlei sowie die 14 Minuten Standzeit in Süderbrarup bis zum Erreichen des regelmäßigen Taktes beträgt die gesamte Fahrzeit für die 50 km lange Bahnstrecke von Eckernförde bis Flensburg 1 Stunde und 14 Minuten. Zum gleichen Zeitpunkt entfallen die von der Deutschen Bahn als Schienenersatzverkehr bisher stündlich verkehrenden Direktbusse zwischen Eckernförde und Flensburg über die A7.
Für die außerhalb der Morgen- und Nachmittagsstunden entfallenden Züge zwischen Kiel und Eckernförde korrigierte die Nordbahn die Meldung von Anfang November. Für die Züge der RE73, die auf der Strecke ganztags einen Halbstundentakt angeboten haben und die von der Deutschen Bahn ebenfalls im Schienenersatzverkehr bedient wurden, entfallen diese Busse ersatzlos, so dass nur noch ein Stundentakt besteht. Diese dann stündlich verkehrenden Züge sollen möglicherweise als Doppeltraktion angeboten werden, wobei die benötigten Akkuzüge nicht in ausreichender Menge vorhanden sind und weiter Dieselzüge der Deutschen Bahn angemietet werden müssen.
Aufgrund des starken Frostes Anfang Dezember 2023 konnte Wiebe die Bauarbeiten an der Strecke nicht rechtzeitig beenden, so dass die NBE das Fahrtenangebot der DB zum Fahrplanwechsel übernahm. Die NBE verbesserte das Angebot und führte für den Direktbus zwischen Kiel und Flensburg in Flensburg ZOB einen zusätzlichen innerstädtischen Halt ein. Die Umstellung soll nun zum 21. Dezember erfolgen.

### Landesweiter Nahverkehrsplan 2022 bis 2027
In dem Entwurf Landesweiter Nahverkehrsplan 2022 bis 2027 des Nahverkehrsverbundes Schleswig-Holstein (NAH.SH) von Mitte 2021 liege umfangreiche Planungen für die Strecke vor.

#### S-Bahn-Verkehr zwischen Kiel Hbf und Eckernförde Nord
Innerhalb eines Zeitraums bis nach 2030 ist die Einrichtung einer zusätzlichen halbstündlich verkehrenden S-Bahn-Linie zwischen Kiel Hbf und Eckernförde Nord mit weiteren Stationen vorgesehen. Bis dahin ist an eine RB-Taktverdichtung gedacht. Ein zweigleisiger Ausbau auf einzelnen Abschnitten der Strecke Kiel–Eckernförde ist ebenso beabsichtigt. Ein durchgängiger zweigleisiger Ausbau, wie in einem OdeS-Gutachten vorgeschlagen, erscheint der NAH.SH nicht finanzierbar zu sein.:57 f

#### Bahnlinie Kiel–Eckernförde–Süderbrarup–Kappeln
Angedacht ist auch eine regelmäßige durchgängige Bahnverbindung von Kiel nach Kappeln im Zwei-Stunden-Takt. 2021 und 2022 wurde der Teilabschnitt Eckernförde–Süderbrarup–Kappeln von der Angelner Dampfeisenbahn als gemeinsames Angebot mit der NAH.SH saisonal an Sonnabenden und Sonntagen betrieben.:57

#### Flensburger Raum
Unklar bleibt die Situation im Raum Flensburg. Definitiv soll eine weitere Station im Flensburger Stadtteil Tarup entstehen, wo die neugebaute Oberleitung endet. Die Reaktivierung der Flensburger Hafenbahn, über die die Züge von Kiel weiter bis zum Innenstadtbahnhof Flensburg ZOB fahren werden könnten, wird von der Stadt Flensburg abgelehnt.:55 f Die Weichenverbindung ist ausgebaut, zudem ist die Strecke nur über einen Fahrtrichtungswechsel zu erreichen.

#### Neue Stationen
Von den teilweise seit 2018 geplanten neuen Stationen sollen nach derzeitigem Planungsstand die Stationen Eckernförde Süd und Neuwittenbek (Wiederinbetriebnahme als Personenbahnhof) 2026 hergerichtet werden; die überwiegende Anzahl der übrigen neuen Haltepunkte 2027. Nach Presseberichten wird sich die Inbetriebnahme der neuen Stationen weiter verzögern.
Dies sind insgesamt (von Süd nach Nord):57, 72, 76 f.:
- Kiel Lübecker Chaussee/Hamburger Chaussee (Rondeel)
- Kiel Winterbeker Weg
- Kiel Waldorfschule
- Kronshagen Schulzentrum
- Neuwittenbek
- Gettorf Süd (?)[38]
- Eckernförde Süd
- Eckernförde Strand
- Eckernförde Pferdemarkt
- Eckernförde Nord
- Flensburg Tarup

Hinzu kommen eventuell Kappeln abseits der Strecke sowie bis zu fünf weitere Stationen in Flensburg. Der bestehende Bahnhof Flensburg würde im Falle einer Realisierung des NAH.SH-Projektes für Flensburg hingegen nicht mehr von Zügen dieser Strecke angelaufen werden.

## Fahrzeugeinsatz
Auf der Strecke Kiel–Flensburg besteht ein Stundentakt. Bis 2015 fuhren teilweise Triebwagen der DB-Baureihe 628 in Doppeltraktion. Zwischen Kiel und Eckernförde gibt es überwiegend einen Halbstundentakt, der mit der DB-Baureihe 648 gefahren wird.
Während der Kieler Woche fahren auch lokbespannte Züge, die eine höhere Kapazität haben.
Ab 21. Oktober 2024 wurde offiziell der Betrieb mit Triebwagen der Baureihe Stadler Flirt Akku aufgenommen.